# High Bridge (Lincoln)

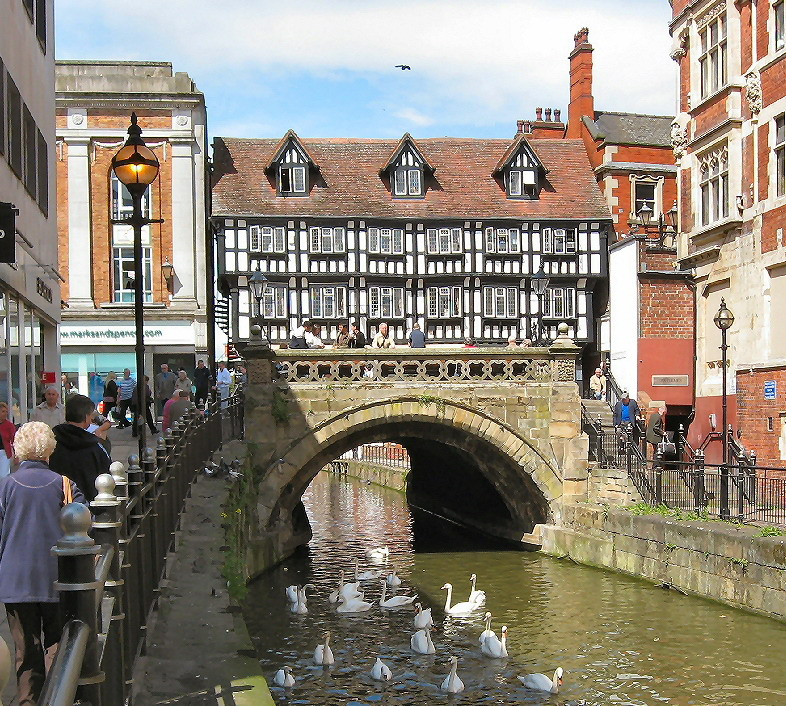

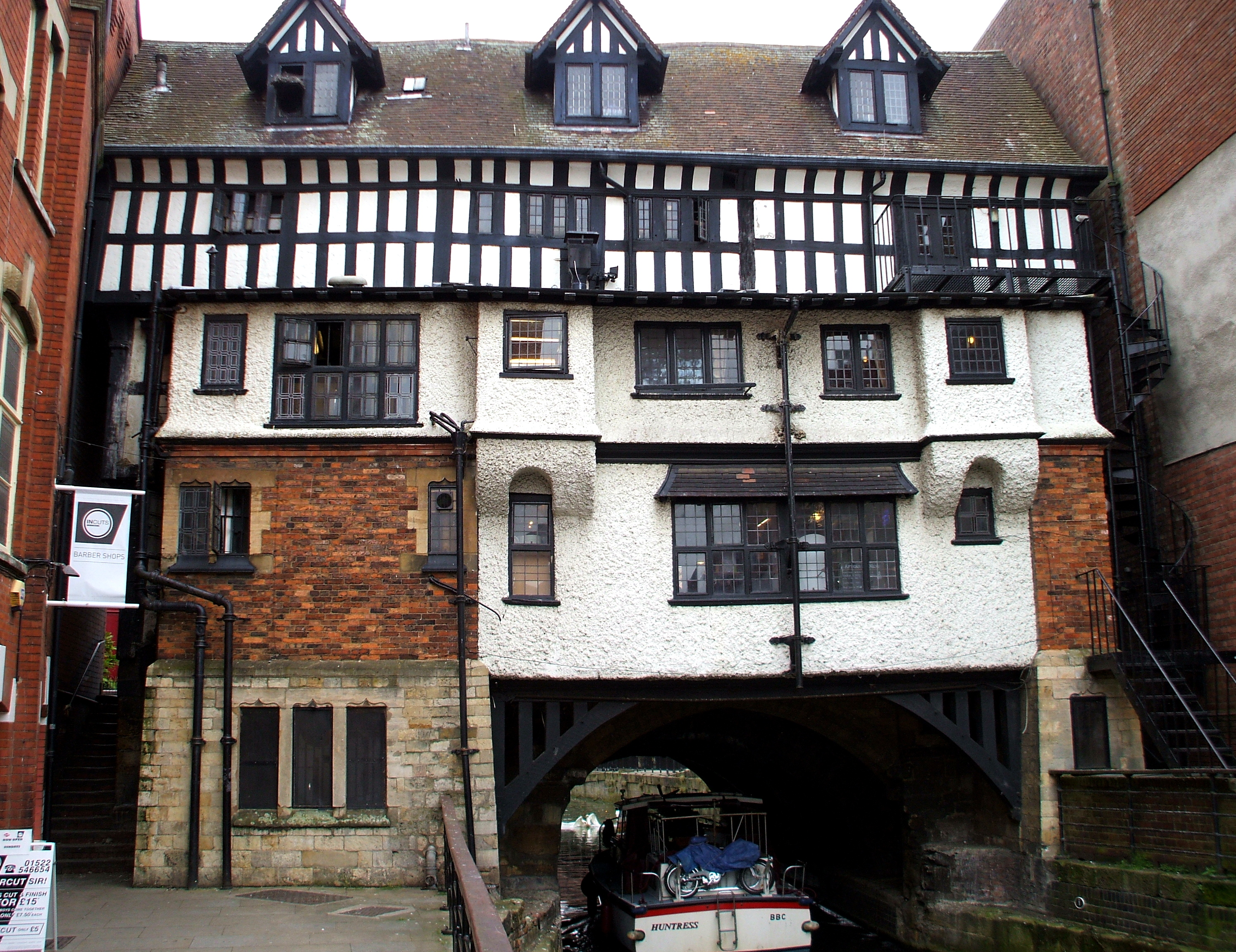

De High Bridge is een bebouwde brug aan de High Street in de Engelse stad Lincoln. De brug over de Witham werd gebouwd rond 1160, de vakwerkhuizen erop aan de westzijde dateren uit 1550. De kapel uit 1235 op de brug werd afgebroken in 1762. 
Het is een van de weinige bebouwde bruggen ter wereld, samen met de Ponte Vecchio in Firenze, Pulteney Bridge in Bath, Krämerbrücke in Erfurt en de Rialtobrug in Venetië. 